# Karine Ambrosio
 (juin 2022).
Si vous disposez d'ouvrages ou d'articles de référence ou si vous connaissez des sites web de qualité traitant du thème abordé ici, merci de compléter l'article en donnant les références utiles à sa vérifiabilité et en les liant à la section « Notes et références ».
Karine Ambrosio, de son vrai nom Karine Pollet, est une actrice, humoriste, auteur et productrice française.

## Biographie
Karine Ambrosio est née à Croix, d’un père polonais et d’une mère française.
Animatrice radio dès l’âge de 14 ans, en plus de ses études, elle débute comme chroniqueuse sur des statios de radio locales du Var, avant d’intégrer Fun Radio Toulon puis RMC à Monaco.
Entre 2002 et 2014, elle écrit, joue et produit ses trois spectacles de one woman show qu’elle joue sur des scènes parisiennes puis en tournée en France.
En 2003 elle rejoint l’équipe de Kad et Olivier sur Canal+ pour l’adaptation française de Saturday Night Live et y joue, en direct, des sketchs avec Valérie Lemercier, Gad Elmaleh et Éric et Ramzy.
Un an plus tard, elle rejoint l’équipe de RFM à Paris où elle animera l’antenne tous les après-midi durant 6 ans.
En 1995, elle s’inscrit au Cours Florent.
Elle se lance en 2001, dans l’écriture d’un one woman show relatant ses débuts d’actrice. « J’ai rencontré Richard Berry », mis en scène par Bob Decout, voit le jour sur la scène du Petit Palais des Glaces à Paris en juin 2002 et y est joué pour quelques mois. Il se représentera par la suite au Théatre Trévise de mars à juillet 2002.
En 2006, Karine écrit un 2 ème spectacle, « Dressing Room », joué au Théatre Trévise en 2007 avant de partir en tournée en France.
En 2010, elle écrit, joue et produit son 3ème one woman show, « The very bad girl show » à Paris.
A la même période, Karine commence à tourner pour la télévision dans des programmes courts, des téléfilms et des séries, comme « Profilage » et « Chérif ». Elle devient notamment, en 2013, l’ex du commandant Marquant, un role récurrent, dans la série « Alice Nevers, le juge est une femme » sur TF1.
Elle écrit et développe ensuite un long métrage et une série TV (8x 52').
En 2013, elle commence à tourner pour la télévision dans des programmes courts, des téléfilms et des séries. Elle devient notamment, Rachel Fronsac, role récurrent pour la série « Alice Nevers, le juge est une femme ».
En 2021, elle intègre la distribution de la saison 5 de la série The Crown dans le personnage de Marie Luce Townsend.

## Filmographie

### Longs métrages
- 1991 : « Milena », film de Véra Belmont

## Télévision
- 2003 :  Samedi Soir en direct, adaptation française de Saturday Night Live,
- 2012 :  Les François  téléfilm de Jérome Foulon.
- 2013 :  Scènes de ménages
- 2013 :  Alice Nevers, le juge est une femme  [3],[4]
- 2014 :  Profilage [5]
- 2018 :  Chérif
- 2021 :  The Crown[2],[6]

## Spectacles
- 2002- 2003 :  J’ai rencontré Richard Berry [7]
- 2007 : Dressing Room », Théatre Trévise [8],[9],[10]
- 2010-2013 :  The very bad girl(s) show